# Saur-Sojasun/Saison 2012
Dieser Artikel listet Erfolge und Fahrer des Radsportteams Saur-Sojasun in der Saison 2012 auf.

## Erfolge in der UCI WorldTour
In den Rennen der Saison 2012 der UCI WorldTour gelangen die nachstehenden Erfolge.
| Datum     | Rennen                               | Sieger          |
| --------- | ------------------------------------ | --------------- |
| 23. März  | 5. Etappe Volta Ciclista a Catalunya | Julien Simon    |
| 25. März  | 7. Etappe Volta Ciclista a Catalunya | Julien Simon    |
| 26. April | 2. Etappe Tour de Romandie           | Jonathan Hivert |

## Erfolge in der UCI Europe Tour
In den Rennen der Saison 2012 der UCI Europe Tour gelangen die nachstehenden Erfolge.
| Datum         | Rennen                                  | Kat. | Sieger            |
| ------------- | --------------------------------------- | ---- | ----------------- |
| 5. Februar    | 5a. Etappe Étoile de Bessèges           | 2.1  | Stéphane Poulhies |
| 5. Februar    | 5b. Etappe Étoile de Bessèges (BZF)     | 2.1  | Jérôme Coppel     |
| 1.–5. Februar | Gesamtwertung Étoile de Bessèges        | 2.1  | Jérôme Coppel     |
| 14. April     | Tour du Finistère                       | 1.1  | Julien Simon      |
| 6. Mai        | 3. Etappe Quatre Jours de Dunkerque     | 2.HC | Jimmy Engoulvent  |
| 4.–8. Mai     | Gesamtwertung Quatre Jours de Dunkerque | 2.HC | Jimmy Engoulvent  |
| 10. Mai       | 1. Etappe Rhône-Alpes Isère Tour        | 2.2  | Paul Poux         |
| 10.–13. Mai   | Gesamtwertung Rhône-Alpes Isère Tour    | 2.2  | Paul Poux         |
| 26. Mai       | Grand Prix de Plumelec-Morbihan         | 1.1  | Julien Simon      |
| 30. Mai       | Prolog Luxemburg-Rundfahrt (EZF)        | 2.HC | Jimmy Engoulvent  |
| 14. Juni      | 1. Etappe Route du Sud                  | 2.1  | Stéphane Poulhies |
| 14. Juni      | Prolog Boucles de la Mayenne            | 2.2  | Paul Poux         |
| 2. September  | Tour du Doubs                           | 1.1  | Jérôme Coppel     |
| 12. September | Grand Prix de Wallonie                  | 1.1  | Julien Simon      |

## Zugänge – Abgänge
| Zugänge           | Team 2011        | Abgänge        | Team 2012              |
| ----------------- | ---------------- | -------------- | ---------------------- |
| David Le Lay      | AG2R La Mondiale | Jimmy Casper   | AG2R La Mondiale       |
| Maxime Méderel    | Big Mat-Auber 93 | Romain Mathéou | Véranda Rideau-Super U |
| Brice Feillu      | Leopard Trek     | Ludovic Turpin | USC Goyave             |
| Étienne Tortelier | Neoprofi         | Sébastien Joly | Karriereende           |

## Mannschaft
| Name               | Geburtstag         | Nationalität |              |
| ------------------ | ------------------ | ------------ | ------------ |
| Cyril Bessy        | 29. Mai 1986       | Frankreich   |              |
| Jérôme Coppel      | 6. August 1986     | Frankreich   |              |
| Arnaud Coyot       | 6. Oktober 1980    | Frankreich   |              |
| Anthony Delaplace  | 11. September 1989 | Frankreich   |              |
| Jimmy Engoulvent   | 7. Dezember 1979   | Frankreich   |              |
| Brice Feillu       | 26. Juli 1985      | Frankreich   |              |
| Jérémie Galland    | 8. April 1983      | Frankreich   |              |
| Jonathan Hivert    | 23. März 1985      | Frankreich   |              |
| Fabrice Jeandesboz | 4. Dezember 1984   | Frankreich   |              |
| Christophe Laborie | 5. August 1986     | Frankreich   |              |
| David Le Lay       | 30. Dezember 1979  | Frankreich   |              |
| Cyril Lemoine      | 3. März 1983       | Frankreich   |              |
| Guillaume Levarlet | 25. Juli 1985      | Frankreich   |              |
| Laurent Mangel     | 22. Mai 1981       | Frankreich   |              |
| Jean-Marc Marino   | 15. August 1983    | Frankreich   |              |
| Rony Martias       | 4. August 1980     | Frankreich   |              |
| Maxime Méderel     | 19. September 1980 | Frankreich   |              |
| Jean-Lou Païani    | 23. Dezember 1988  | Frankreich   |              |
| Stéphane Poulhies  | 26. Juni 1985      | Frankreich   |              |
| Paul Poux          | 9. Juli 1984       | Frankreich   |              |
| Julien Simon       | 4. Oktober 1985    | Frankreich   |              |
| Yannick Talabardon | 6. Juli 1981       | Frankreich   |              |
| Étienne Tortelier  | 14. April 1990     | Frankreich   |              |
| Stagiaires         | Stagiaires         | Nationalität | Nationalität |
| Emmanuel Keo       | Emmanuel Keo       | Frankreich   |              |
| Maxime Renault     | Maxime Renault     | Frankreich   |              |
| Alexis Vuillermoz  | Alexis Vuillermoz  | Frankreich   |              |